# Требине (община)
Требине (на сръбски: Општина Требиње) е община, разположена в Република Сръбска, част от Босна и Херцеговина. Неин административен център е град Требине. Общата площ на общината е 889.60 км2. Населението ѝ през 2004 година е 31 299 души.